# Álvaro Morata
Álvaro Morata (Madrid, 23. listopada 1992.) je španjolski nogometaš i reprezentativac koji igra na poziciji napadača. Trenutačno igra za Como.

## Klupska karijera
U Real je došao iz kluba iz madridskog predgrađa, Getafe 2008. Nastupa za Real Madrid C kao junior, nakon odlične sezone u Juvenilu A i 34 pogotka prelazi u Realovu B momčad. Kasnije ga trener A momčadi, José Mourinho,  vodi na turneju po SAD-u
Svoj prvijenac za Castillu postiže u svom debiju, 15. kolovoza protiv Alcorcona. Za Realovu glavnu momčad nastupio je 12. prosinca 2010. godine u utakmici protiv Reala Zaragoze.
U utakmici protiv Deportivove B momčadi postiže svoj prvi hat-trick.

### Promoviranje u prvu momčad
Morata je u srpnju 2012. promoviran u prvu momčad Reala. 11. studenog postigao je svoj prvi gol u ligi, u pobjedi nad Levanteom.

### Chelsea
U srpnju 2017. je Morata potpisao za engleskog prvoligaša Chelsea. Španjolski reprezentativac je prešao iz Real Madrida za 75 milijuna funti. Time se izjednačio rekord kojeg je istog mjeseca postavio Belgijanac Romelu Lukaku prešavši u Manchester United za 85 milijuna eura. Također je Morata nakon potpisa postao i najskuplji igrač u povijesti kluba iz Londona te najskuplja prodaja u povijesti Real Madrida.
Španjolac je zabio svoj prvi pogodak za Bluese na Stamford Bridgeu u prvoj ligaškoj utakmici sezone protiv Burnleyja. Morata je ušao kao zamjena u debiju za Michya Batshuayija nakon sat vremena u porazu od 2:3.

### Atlético Madrid
U siječnju 2019. godine je Morata posuđen Atlético Madridu na osamnaest mjeseci. U sljedećem mjesecu te godine je bivši igrač madridskog Reala debitirao u La Ligi u 1:0 porazu kod Real Betisa. U tom susretu je imao četiri prilike za pogodak.

### Povratak u Juventus
Morata se vratio u Juventus 22. rujna 2020. na jednogodišnju posudbu s pravom otkupa za 45 milijuna eura. Juventus također ima pravo produžiti posudbu na još jednu godinu za još dodatnih 10 milijuna eura; u ovom slučaju, opcija za kupovinu vrijedi 35 milijuna eura. Prvi nastup u klubu upisao je od povratka 27. rujna, u remiju 2:2 protiv Rome u Seriji A. Zabio je svoj prvi pogodak za klub od povratka 17. listopada u remiju 1:1 u gostima protiv Crotonea. Morata je zabio dva gola 20. listopada, kako bi Juventusu pomogao da pobijedi 2:0 u utakmici grupne faze UEFA-ine Lige prvaka 2020./21. protiv kijevskog Dinama u gostima. Dana 28. listopada poništena su mu tri gola zbog ofsajda protiv Barcelone u utakmici grupne faze Lige prvaka, koju je Juventus izgubio kod kuće 2:0.

## Reprezentativna karijera
Morata je dosad prošao sve kategorije mladih španjolskih reprezentacija i u 21 utakmici postigao 16 zgoditaka. Morata je debitirao za prvu momčad u studenom 2014. godine protiv Njemačke. Španjolski nogometni izbornik objavio je u svibnju 2016. popis za nastup na Europskom prvenstvu u Francuskoj, na kojem se nalazio Morata.

## Uspjesi

### Real Madrid
- La Liga (2): 2012. 2017.
- Liga prvaka (2): 2014. 2017.
- UEFA Superkup (1): 2016.
- FIFA Svjetsko klupsko prvenstvo (1): 2016.
- Kup kralja (2): 2011. 2014.
- Segunda B (1): 2012. (osvojeno s Castillom)

### Juventus
- Seria A (2): 2015. 2016.
- Coppa Italia (2): 2015. 2016.
- Supercoppa Italiana (2): 2015. 2020.

### Reprezentativno
- Europsko prvenstvo do 19 godina: 2011. Prvo mjesto
- Svjetsko prvenstvo do 17 godina: 2008. Treće mjesto

### Individualno
- Najbolji strijelac EURO-a do 19 godina: 2011.

## Vanjske poveznice
- Real Madrid official profile
- BDFutbol profile
- Futbolme profile